# Hanna Lützen
Hanna Lützen (* 1962 in Kopenhagen) ist eine dänische Autorin und Übersetzerin.

## Leben
Hanna Lützen studierte Literaturwissenschaften an der Universität Odense, das Studium schloss sie 1994 als Magistra Artium ab. Sie übersetzte unter anderem sowohl die Harry-Potter-Bücher als auch das Buch von Joanne K. Rowling Beedle the Bard ins Dänische.
Als Autorin verfasste sie unter anderem 1995 einen Roman über Vlad III. Drăculea, der unter dem deutschen Titel Vlad. Die wahre Geschichte des Grafen Dracula veröffentlicht wurde. Ihr Jugendbuch Das Buch der Wunder erschien 1999 in der Übersetzung aus dem Dänischen von Christel Hildebrandt.

## Werke
- Ødipus - Konge, syndebuk, hero: En tragedielæsning, 1994
- Vlad, 1995 (Deutsch: Vlad -Die wahre Geschichte des Grafen Dracula, Arena 1997, ISBN 978-3-401-01916-1)
- Miraklernes bog, 1997 (Deutsch: Das Buch der Wunder, Arena 1999, ISBN 978-3-401-01932-1)
- Rødt til en død årstid: Horrorfortællinger fra Holte, 1997
- Den hemmelige låge, 1999
- Pigen der var bange for sin skygge, 2000
- Jernfingre og andre sørøverhistorier, 2004
- Spøgelserne i Hausers palæ, 2005